# 에밀 디미트리에프
에밀 디미트리예프(마케도니아어: Емил Димитриев, 1979년 3월 19일~)는 북마케도니아의 보수 정치인, 사회학자, 그리고 VMRO-DPMNE의 사무총장이다. 그는 2016년 1월부터 2017년 5월까지 니콜라 그루에프스키의 사임 후 북마케도니아 총리를 역임했다.

## 총리직
디미트리에프는 2016년 1월 15일, 북마케도니아 총리로 임시 지명되었으며, 니콜라 그루에프스키가 프르지노 협정의 일환으로 사전 선거에서 사임한 후 1월 18일에 취임했다.